# ブローチ盤

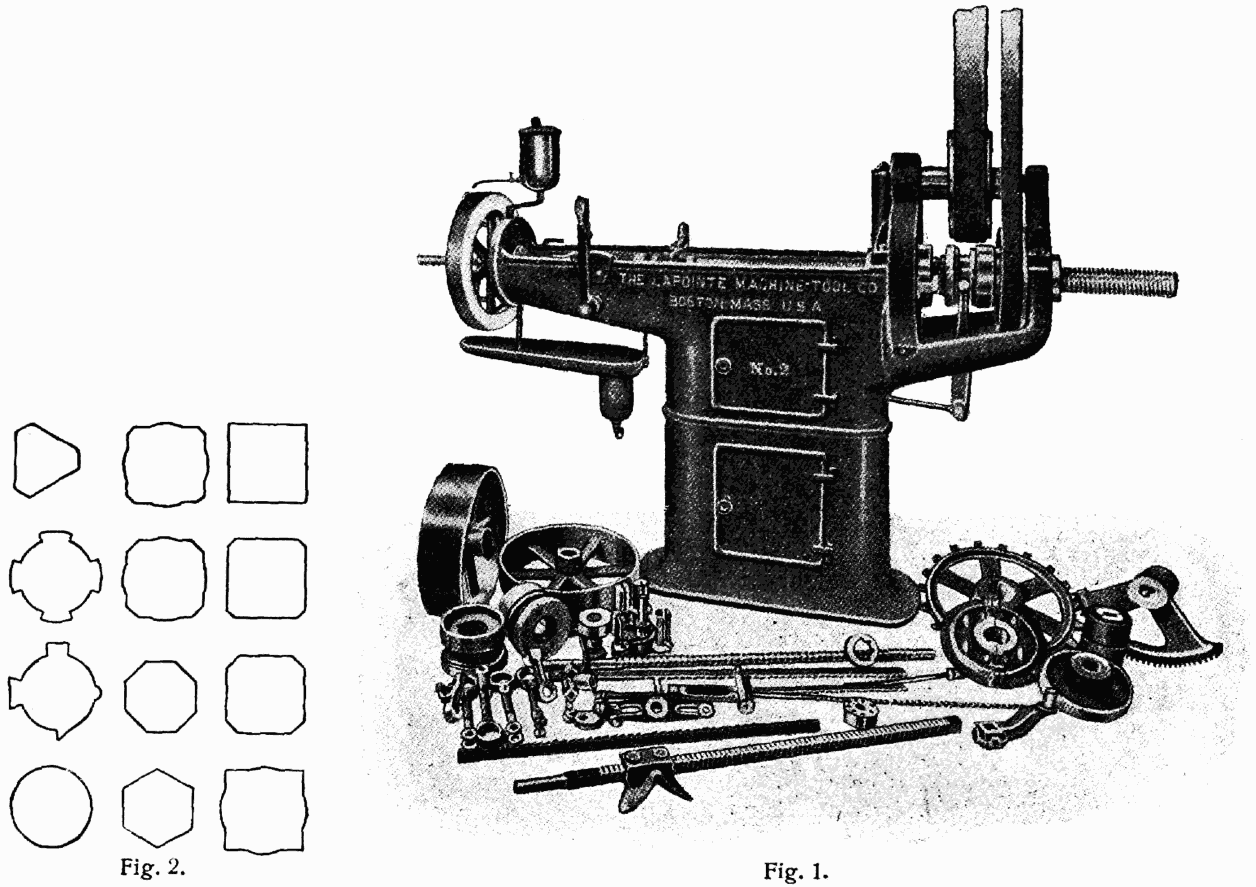
1904年製ブローチ盤

ブローチ盤（ブローチばん）とは、工作機械の一種。ブローチという切削工具を使用して、工作物の穴内部や表面を削る加工法、ブローチ加工を行う。

## ブローチ加工の特徴
刃が鋸状に配置された長尺の刃物を｢引き抜く｣事により被削物を加工する切削加工の一種。
仕上がり部分の寸法が、加工に使用したブローチと、ほぼ同じとなるため、フライス盤・形削り盤などによる加工より高精度に仕上がる上、加工速度がはやい。また、繰り返し精度が高いのが特徴、このため、大量生産に向いているが、ブローチのような用途の限られる機械は汎用工作機械より高価なため、少量生産では経済的に不利となる。
※定義としてブローチ加工では一つのワークを加工するために刃物が一回だけ仕事をする。

## ブローチ盤の種類
- 内面ブローチ盤
- 外面ブローチ盤
- キー溝用ブローチ盤